# Владетина улица (Београд)
| ВЛАДЕТИНА · улица | ВЛАДЕТИНА · улица    |
| ----------------- | -------------------- |
|                   |                      |
| Општина           | Палилула             |
| Почетак           | Улица краљице Марије |
| Крај              | Цвијићева улица      |
| Дужина            | 334 m                |
| Ширина            | 10 m                 |
| Названа           | 1872                 |
|                   |                      |
|                   |                      |
|                   |                      |

Владетина улица налази се на територији Градске општине Палилула, у непосредној близини парка „Ташмајдана”. Улица наставља се на Карнегијеву улицу и простире на падини од Краљице Марије 13 до Цвијићеве улице.

## Име улице
Владетина улица је добила име по Влатку Вуковићу Косачи, великом босанском војводи који је потукао Турке код Билеће 1388. године и у Косовском боју 1389. године предводио босанску војску. Народна песма Влатка је опевала као Владету војводу, па отуда и овај назив улице њему у част.

## Историја
Када су 1872. године у Београду увођени званични називи за улице, само тридесетак улица је задржало своје првобитно име, међу њима је и Владетина улица. И док су други називи подлегли ширењу града и разним другим друштвеним и политичким променама, ова узана једносмерна палилулска уличица сачувала је од почетка до данас свај назив - Владетина.
Пре тога, тј. све до 1839. године Палилула и Савамала су, по писању Београдских општинских новина из новембра 1939. године, биле такорећи села независна од Београда, тако да су тек те, 1839. године, ушла у састав београдске општине, иако су и даље сматрана предграђима.
Владетина улица сече се са улицама Кнеза Данила, Светозара Ћоровића и Далматинском улицом. Дугачка је свега око 330 м, и широка тек толико за по две пешачке и коловозне траке. У њој се налазе бројни локални: маркети, пекаре, апотеке, услужни објекти и др. А у улици се налази се и необични чувени престонички ресторан Лоренцо и Какаламба (Lorenzo & Kakalamba). Адреса Лоренца и Какаламбе је заправо Цвијићевој 110, али је улаз у ресторан управо из Владетине улице.

## Суседне улице
- Улица Старине Новака
- Иванковачка улица

## Значајни објекти
Лекарска комисија, Владетина 3
Лоренцо и Какаламба (Lorenzo & Kakalamba), угао са Цвијићевом улицом 